# Аполлос (Терешкевич)
Епископ Аполлос (в миру Тимофей Иванович Терешкевич; 21 февраля (4 мая) 1746 — 19 (31) января 1817) — епископ Русской православной церкви, епископ Слободско-Украинский и Харьковский.

## Биография
Происходил из казацкой семьи села Голтвы.
Обучался в Переяславской семинарии и Киевской академии, после чего учительствовал в Новгородской семинарии.
В 1780 году принял монашеский постриг.
В 1786 году назначен игуменом Александро-Ошевенского монастыря Олонецкой епархии.
В 1787—1788 годы был иеромонахом флота, имея под начальством флотских священнослужителей.
В 1790 году назначен ректором Архангельской семинарии и архимандритом Антониево-Сийского монастыря. Был учителем богословия и греческого языка.
Удостоен быть при короновании императора Павла Петровича, был допущен к государю и преподнёс ему образ Святой Троицы.
9 марта 1803 года архимандрит Апполос переведён во второклассный Курский Богородицкий Знаменский монастырь.
14 октября 1813 года хиротонисан во епископа Слободско-Украинского и Харьковского.
Задолго до смерти почти совершенно потерял зрение.
19 января 1817 года умер и похоронен в усыпальнице Харьковского Покровского монастыря.
После смерти довольно богатая библиотека его была передана в Ростовскую духовную семинарию.